# Pierre-Paul Riquet

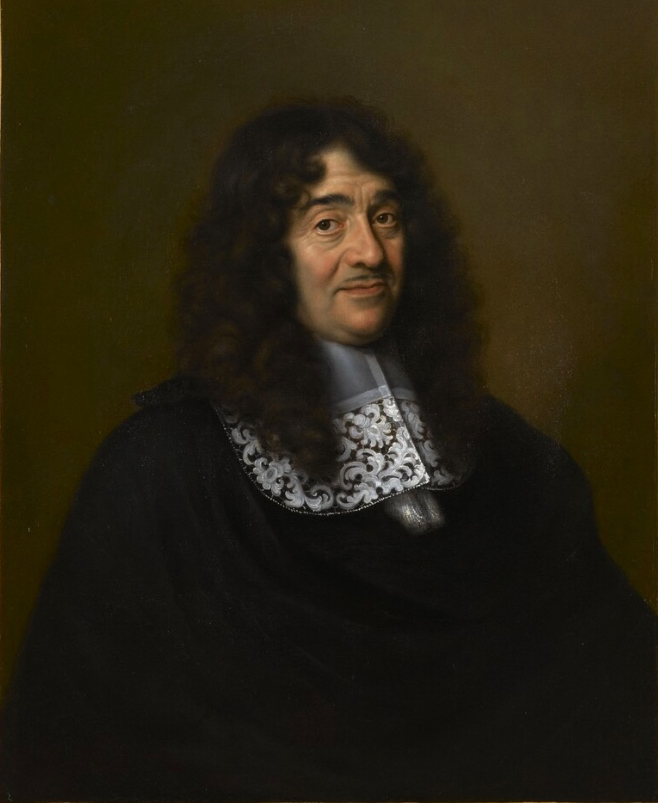
Pierre-Paul Riquet

Pierre-Paul Riquet Baron von Bonrepos (* 29. Juni 1609 in Béziers, Frankreich; † 1. Oktober 1680 in Toulouse) war ein französischer Beamter und Ingenieur. Er ist der Erbauer des 240 km langen Canal du Midi, der die Stadt Toulouse mit dem Mittelmeer verbindet.

## Leben
Riquets Geburtsdatum ist unsicher. In der Literatur werden die Geburtsjahre 1604 und 1609 ungefähr gleich oft genannt. Da aber mittlerweile eine Inschrift gefunden wurde, der zufolge Riquet im Jahr 1680 im Alter von 71 Jahren gestorben ist, gilt 1609 als relativ gesichert. Das Datum 29. Juni ist eine gelehrte Vermutung der Historiker die davon ausgeht, dass der Namenstag der Heiligen Peter und Paul Anlass zu Riquets Vornamen Pierre-Paul gegeben hat.
Die Familie Riquets stammt teilweise aus Florenz und teilweise aus der Provence, wo sie ursprünglich Riquetty hieß. Sein Vater war ein hoher Beamter und erfolgreicher Geschäftsmann. Er sorgte dafür, dass Pierre-Paul ebenfalls die Beamtenlaufbahn einschlug, und zwar als Inspektor für die Salzsteuer (französisch Gabelle). Im Jahr 1630 wurde er Hauptzollpächter, fermier général.
Im Jahr 1637 heiratete der 28-jährige Pierre-Paul Riquet die wohlhabende Catherine de Milhau, ebenfalls aus Béziers. Er ließ sich mit ihr in der Kleinstadt Revel (Languedoc) nieder. Das Ehepaar hatte fünf Kinder, die Töchter Catherine, Marthe und Anne sowie die Söhne Jean-Mathias und Pierre-Paul.
Im Jahr 1661 wurde Riquet Generalsteuerpächter des Languedoc. Sowohl sein einträglicher Beruf als auch weitere unternehmerische Tätigkeiten hatten ihm ein sehr ansehnliches Vermögen eingebracht, er besaß zahlreiche Immobilien und umfangreiche Ländereien. Er war nicht adelig, wurde aber auf Grund von Landbesitz manchmal als Baron de Bonrepos angesprochen.

## Planung des Canal du Midi
Seit seiner frühen Jugend war Pierre-Paul Riquet vom Projekt eines Kanals fasziniert, der die französische Atlantikküste mit dem Mittelmeer verbinden sollte. Konfrontiert wurde er mit dieser Idee bereits als Neunjähriger. Im Jahr 1618 wurde der Versammlung Assemblée des Etats du Languedoc ein Plan für einen Canal des Deux Mers vorgelegt. Riquet durfte in Begleitung seines Vaters, der Mitglied der Assemblée war, teilnehmen. Das Projekt wurde von der Versammlung – auch von Riquets Vater – abgelehnt. Pierre-Paul beschäftigte sich aber von da an sein Leben lang mit dieser Idee.
Pierre-Paul Riquet interessierte sich vor allem für Naturwissenschaft und Mathematik. Er erwarb im Lauf der Zeit im Selbststudium umfangreiches Wissen über Bauwesen, Geologie, Hydrologie und weitere Fachgebiete, so dass er in der Lage war, einen derartigen Kanal im Detail zu planen. Gleich nach seiner Eröffnung im Jahr 1642 besuchte und studierte er den Canal de Briare, der die Loire und die Seine verbindet.
Ein derartiger Kanal galt bis zu dieser Zeit als nicht machbar, da an der höchsten Stelle kein Wasser zur Befüllung zur Verfügung stand. Riquet löste das Problem, in dem er Wasser aus den ca. 30 km entfernten Montagnes Noires über ein Kanalsystem an die Scheitelhaltung heranführte. Er hatte zur Erarbeitung dieser Lösung jahrelang im Hügelland der Montagnes Noires geforscht, wobei ihm der „Heimvorteil“ zugutekam, dass sein Wohnort Revel am Rand dieses Gebiets liegt.

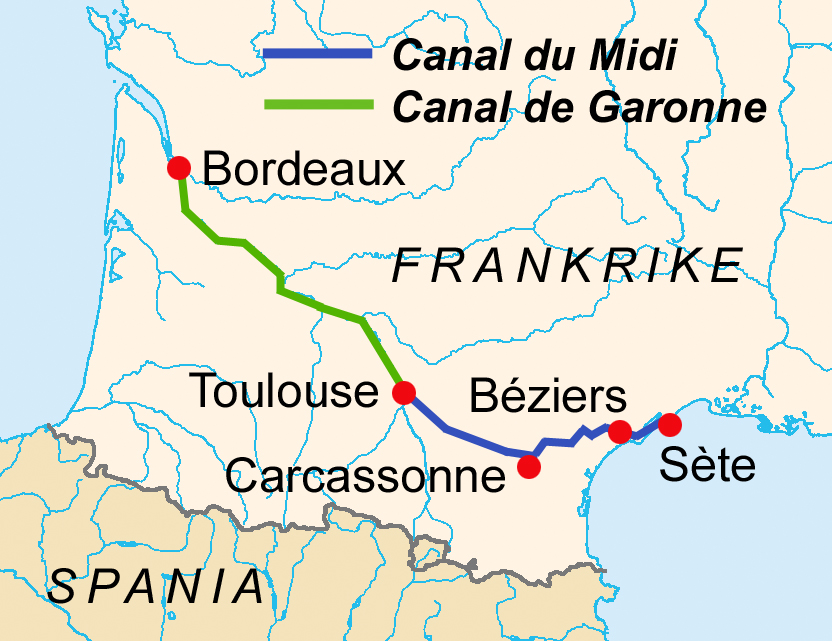
Verlauf durch Südfrankreich

Im Jahr 1662 hatte Riquet seine Planungen für den Canal du Midi fertiggestellt. Er hatte sowohl die Trassenführung im Detail festgelegt als auch die rund 350 technischen Bauwerke geplant, die für den Betrieb des Kanals notwendig waren. Obwohl er sein Projekt diplomatisch „Canal Royal“ nannte, konnte er keine Audienz beim französischen König Ludwig XIV. erwirken. Über Vermittlung des Bischofs von Toulouse konnte er aber bei Finanzminister Jean-Baptiste Colbert vorsprechen und seine Pläne vorlegen. Colbert erkannte sofort das wirtschaftliche Potenzial dieses Projekts. Nach Prüfung durch eine Expertenkommission erteilte König Ludwig XIV. 1666 die Genehmigung zum Bau des Kanals.

## Bau des Canal du Midi

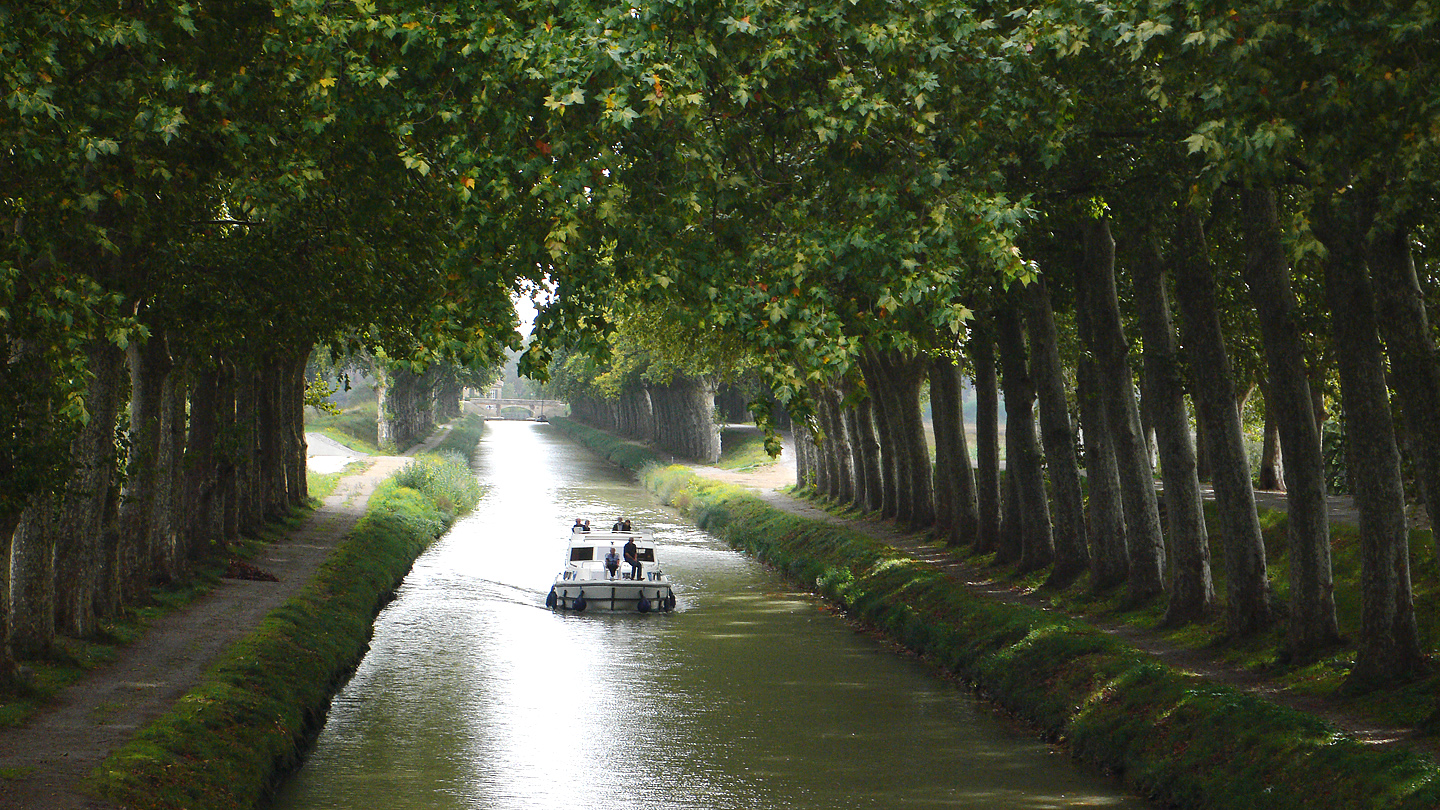
Canal du Midi

Im Jahr 1667 begann der Bau des Kanals. Die Baustelle entwickelte sich zur größten Europas, auf einer Strecke von 241 km arbeiteten 12.000 Menschen. Es mussten sieben Millionen Kubikmeter Erde ausgehoben werden und hunderte Bauwerke – vor allem Brücken und Schleusen, aber auch ein Stausee, das Reservoir von Saint-Ferréol – wurden errichtet. Nach der für ein derartig großes Projekt beachtlich kurzen Bauzeit von 14 Jahren wurde der Kanal am 24. Mai 1681 feierlich eröffnet.
Pierre-Paul Riquet war sowohl für die Planung als auch die Baudurchführung verantwortlich. Er kümmerte sich um die Finanzierung, um die Verhandlungen mit Grundstücksbesitzern und um die Bauaufsicht. Gleichzeitig musste er zahlreichen Intrigen und Anfeindungen standhalten. Es war Riquets Ziel, die Fertigstellung des Kanals zu erleben. Um einen raschen Baufortschritt zu erzielten, finanzierte er einen Teil des Kanalbaus selbst. Er verkaufte zunächst alle seine Besitzungen, danach die seiner Frau, und schließlich nahm er hohe Schulden auf. Auf diese Weise konnte der Kanal plangemäß fertiggestellt werden, aber Riquet war am Ende seines Lebens wirtschaftlich ruiniert.

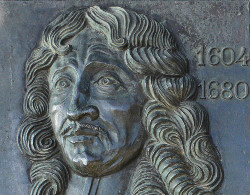
Abbild von Pierre-Paul Riquet

Riquet wird als ein sehr fleißiger, fähiger, ideenreicher und offenherziger Mensch beschrieben. Er war eine starke Führungspersönlichkeit, geradlinig und äußerst gesetzestreu. Er besaß als Arbeitgeber hohe Sozialkompetenz, sein Umgang mit Arbeitern war für die damalige Zeit ungewöhnlich. Die Arbeiter erhielten einen überdurchschnittlich hohen Lohn, und sie erhielten ihn auch dann, wenn sie wegen Krankheit oder wegen sonstiger Umstände (z. B. Schlechtwetter) nicht arbeiten konnten. Bezahlt wurde nicht wie üblich ein täglicher Lohn, sondern ein monatliches Gehalt. Die Menschen der Region arbeiteten gerne für Riquet, und der hohe Personalbedarf der Kanalbaustelle führte zu einem Arbeitskräftemangel in anderen Bereichen. Als in einem Jahr die Winzer klagten, dass sie keine Arbeiter für die Weinlese finden konnten, antwortete Riquet, sie sollten doch einfach höhere Löhne bieten als er.
Pierre-Paul Riquet erlebte die Fertigstellung „seines“ Kanals nicht. Er starb am 1. Oktober 1680, rund sieben Monate vor der Eröffnung, in Toulouse. Er war am Ende seines Lebens bankrott und völlig erschöpft, und er war zuvor bereits zweimal zusammengebrochen. Der Kanalbau wurde von seinem ältesten Sohn, Jean-Mathias Riquet, fortgeführt.

## Nachwirken

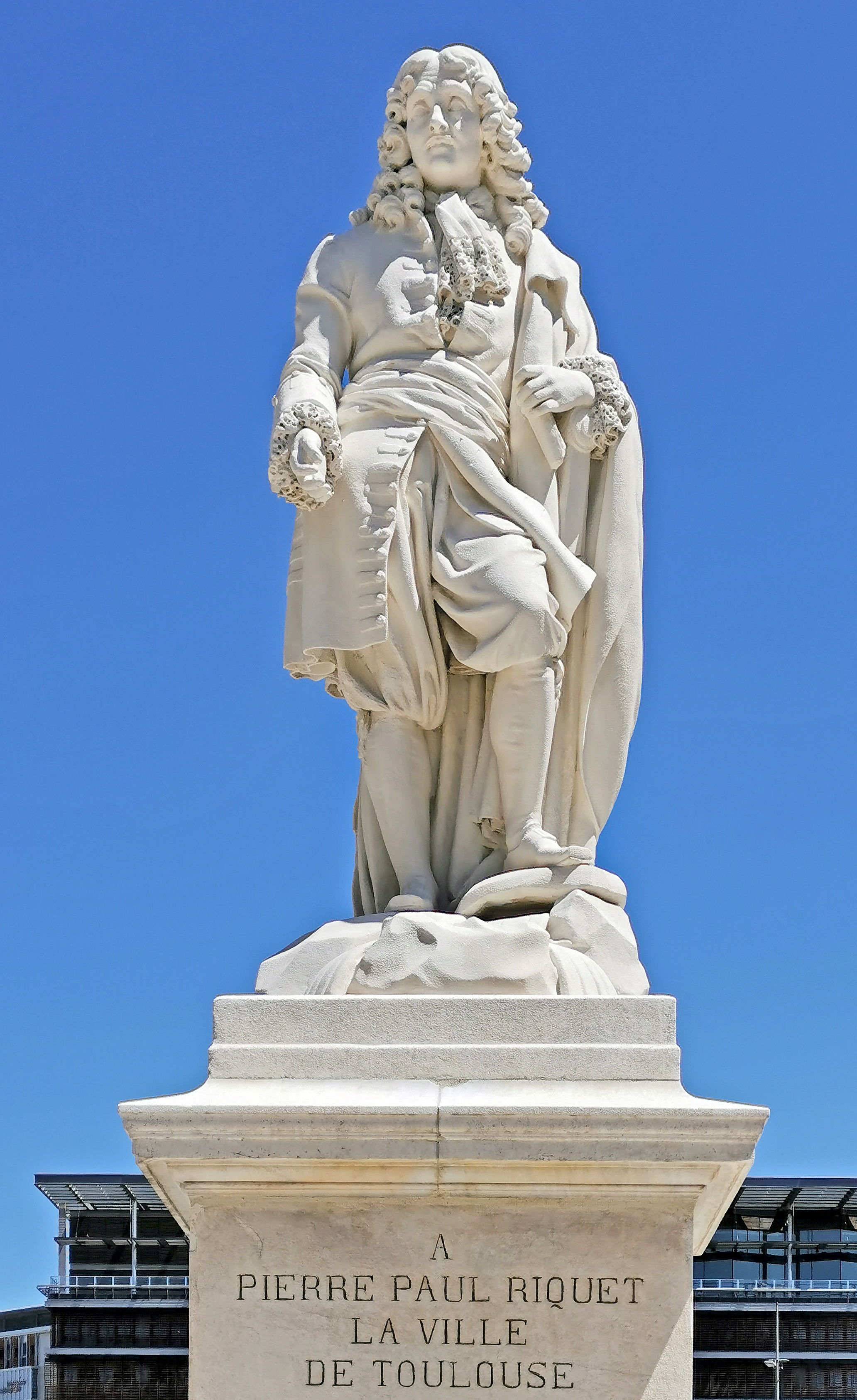
Statue von Pierre-Paul Riquet

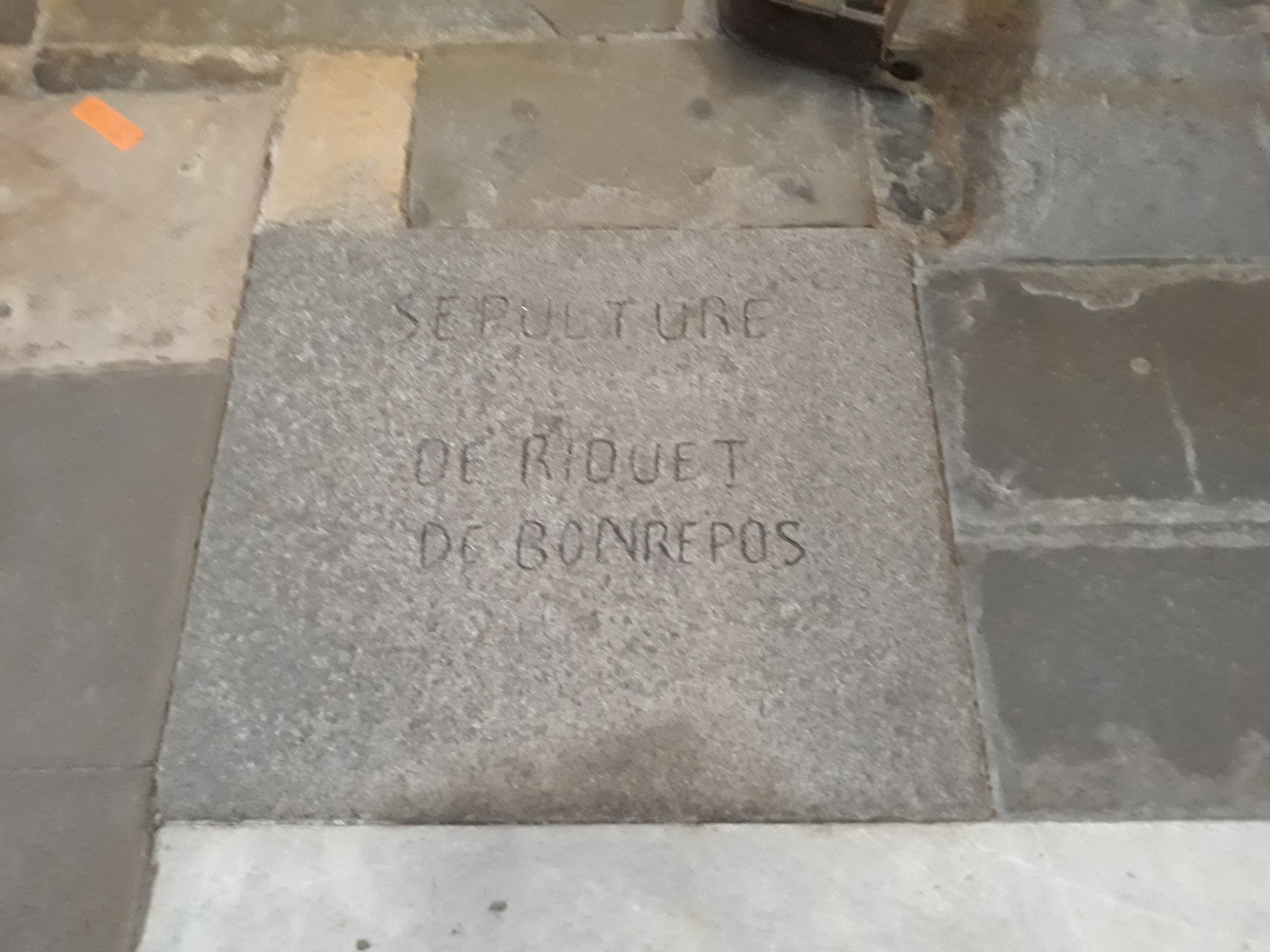
Das Grab Pierre-Paul Riquet in der Kathedrale von Toulouse

Die Erben Riquets benötigten viele Jahre um die Schulden abzubezahlen, die der Vater für den Kanalbau aufgenommen hatte. Da aber Riquet – und damit auch seine Nachkommen – vom König das Privileg auf die Einnahmen aus dem Kanal erhalten hatte, konnte die Familie Riquet schließlich hohe Erträge durch den Canal du Midi erwirtschaften.
Der Canal du Midi führte zu einem beträchtlichen wirtschaftlichen Aufschwung in seiner Region, und die Bewohner wussten das letztendlich zu schätzen. Im Jahr 1838 wurde Riquet ein Denkmal in seiner Geburtsstadt Béziers errichtet, im Jahr 1853 in Toulouse. Neben der Pariser Métrostation Riquet wurden folgende Straßen und Plätze nach ihm benannt:
- Allées Paul Riquet in Béziers
- Avenue Riquet in Castelnaudary
- Avenue Paul Riquet in Bram, Castries, Labége und Villesèquelande
- Avenue Pierre-Paul Riquet in Donneville und Saint-Ferréol
- Boulevard Riquet in Revel
- Boulevard Paul Riquet in Capestang, Marseille und Poilhes
- Boulevard Pierre-Paul Riquet in Toulouse
- Impasse Riquet in Abeilhan, Aubagne, Blagnac und Seysses
- Impasse Paul Riquet in Capestang, Labège, Narbonne, Péret und Sallèles-d'Aude
- Impasse Pierre-Paul Riquet in Roques
- Place Riquet in Caraman, Toulouse und Viviers
- Place Paul Riquet in Sète
- Promenade Paul Riquet in Puichéric
- Quai Riquet in Carcassonne und Gardouch
- Quai Paul Riquet in Argeliers, Bellegarde und Sète
- Rue Riquet in Achères, Arcueil, Aulnay-Sous-Bois, Clermont-Ferrand, Narbonne, Paris, Port-la-Nouvelle, Saissac, Tonneins, Toulouse und Trèbes
- Rue Paul Riquet in Bellegarde, Béziers, Boujan-sur-Libron, Castelnaudary, Cers, Fontiers-Cabardès, Frontignan, Homps, La Palme, Le Somail, Lignan-sur-Orb, Marseillan, Maureilhan, Montauban, Montech, Montpellier, Perpignan, Puisserguier, Renneville, Revel, Saint-Hyppolyte, Saint-Laurent-de-la-Salanque, Saint-Sulpice-sur-Lèze, Sallèles-d'Aude, Sérignan, Valence-d'Agen, Vendres und Vias
- Rue Pierre-Paul Riquet in Agde, Agen, Canejan, Mérignac, Montesquieu-Lauragais, Saint-Rustice, Toulouse, Rieux-Minervois und Ventenac-en-Minervois